# Angelus obscura
Angelus obscura är en fjärilsart som beskrevs av Erich Martin Hering 1933. Angelus obscura ingår i släktet Angelus och familjen snigelspinnare. Inga underarter finns listade i Catalogue of Life.